# Ivan Hadžinikolov
Ivan Hadžinikolov (24. prosince 1869 Kilkis – 9. července 1934 Sofie), makedonsky Иван Хаџиниколов, byl bulharský revolucionář a leader hnutí v Makedonii a ve východní a západní Thrákii. V říjnu roku 1893 se stal zakladatelem Vnitřní makedonské revoluční organizace (v roce 1906 přejmenované na IMARO a v roce 1920 na IMRO).
Základní vzdělání získal v Kilkisu, Plovdivu a Svištově. Střední vzdělání poté Hadžinikov získal v Linzi. Poté pracoval jako učitel bulharštiny v Kostenci, Edesse, Kilkisu a Soluni.
Ivan Hadžinikolov si po skončení vzdělání v roce 1893 v Soluni otevřel knihkupectví. Na stejném místě pak vznikla IMARO. V roce 1901 byl zatčen a poslán do exilu do hradu Bodrum v Anatolii. Po amnestii v roce 1903 odešel Hadžinikolov do Sofie a věnoval se dál prodeji knih. Po prodělání těžké nemoci a nervovém zhroucení spáchal v roce 1934 sebevraždu.